# Região de Albula
Pronunciação
Albula (em alemão: Region Albula; em romanche: Regiun Alvra) é uma região do cantão de Grisões, na Suíça. Tem 683,51 km² de área e sua população em 2019 foi estimada em 8.054 habitantes. Sua sede é a comuna de Albula/Alvra.
Foi criada em 1 de janeiro de 2016, a partir do território do antigo distrito de Albula, como parte de uma reorganização territorial do Cantão.

## Comunas
| Albula/Alvra   | 1.283 | 93.93  |
| Bergün Filisur | 7.029 | 190.14 |
| Lantsch/Lenz   | 539   | 21.81  |
| Schmitten      | 221   | 11.35  |
| Surses         | 2.327 | 323.77 |
| Vaz/Obervaz    | 2.786 | 42.51  |